# セフォラ
セフォラ(Sephora)は、フランスのLVMHモエ・ヘネシー・ルイ・ヴィトン傘下で、化粧品や香水を扱う専門店。

## 概要
1970年にパリで創業し、1997年からLVMH傘下。顧客が幅広い商品を、ブランドの垣根を超え自由に手にして試す事ができるのが特徴である。パリ市内では、シャンゼリゼ大通り、サンジェルマン大通り、リヴォリ通りのパリ市庁舎界隈、オスマン大通りのギャラリー・ラファイエット界隈以外にも各所に路面店舗等がある。
1998年、ニューヨークに1号店を開いて北米に進出。さらに1999年からはアメリカを皮切りにオンライン販売に参入した。現在27か国に1300を超える店舗を展開し、アメリカでは2006年から百貨店・J.C.ペニーの店舗内にも出店している。

## 日本における展開
日本では1999年11月、東京都中央区銀座の松坂屋並びに1号店をオープン。7店舗まで拡大したが、業績不振により2001年12月までに全店を閉鎖し撤退した。不振の理由として、シャネルなどLVMHグループ外の有力ブランドを仕入できず、品揃えの面で百貨店に対抗できなかったことが挙げられている。また、駅ビルのルミネに出店の意向もあったが、日本撤退に伴い見送られた。

## 同様のコンセプトを持つ日本の専門店
- Cosmeme（イオングループ）
- イセタンミラー（三越伊勢丹）
- アミューズボーテ（大丸松坂屋百貨店）
- フルーツギャザリング（エイチ・ツー・オー リテイリング）